# Коргалжын
Коргалжы́н (каз. Қорғалжын) — село в Казахстане, административный центр Коргалжынского района Акмолинской области (в 428 км от областного центра — Кокшетау). Административный центр Коргалжынского сельского округа. Код КАТО — 116030100.

## География
Село расположено в центральной части Коргалжынского района, на левом берегу реки Нура, на расстоянии примерно 302 километров (по прямой) к югу от областного центра — города Кокшетау, и в 117 километрах к юго-западу от столицы Казахстана — города Астана. 
Село располагается на казахском мелкосопочнике. Средняя высота на территории села составляет — около 330 метров над уровнем моря. Рельеф местности представляет из себя сплошную равнину с малыми возвышенностями и с водными местностями. 
Климат холодно-умеренный, с хорошей влажностью. Среднегодовая температура воздуха положительная и составляет около +4,6°С. Среднемесячная температура воздуха в июле достигает +21,4°С. Среднемесячная температура января составляет около -14,3°С. Среднегодовое количество осадков составляет около 360 мм. Основная часть осадков выпадает в период с июня по июль.
Село образует своеобразный автомобильный узел: с востока проходит автодорога областного значения КС-16 «Коргалжын — Арыкты — Сабынды», с севера — КС-45 (подъезд к селу Коргалжын) который отходит от автодороги Р-2 «Астана — Коргалжын», с юга проселочная дорога от Баршино Нуринского района Карагандинской области.

## Население
| Численность населения | Численность населения | Численность населения | Численность населения | Численность населения | Численность населения | Численность населения | Численность населения | Численность населения | Численность населения | Численность населения | Численность населения |
| 1959                  | 1970                  | 1979                  | 1989                  | 1991                  | 1999                  | 2004                  | 2005                  | 2006                  | 2007                  | 2008                  | 2009                  |
| --------------------- | --------------------- | --------------------- | --------------------- | --------------------- | --------------------- | --------------------- | --------------------- | --------------------- | --------------------- | --------------------- | --------------------- |
| 3719                  | ↗6167                 | ↗7099                 | ↗7628                 | ↘7100                 | ↘5679                 | ↘3915                 | ↘3528                 | ↘3242                 | ↘3040                 | ↘2758                 | ↗4161                 |
| 2010                  | 2011                  | 2012                  | 2013                  | 2014                  | 2015                  | 2016                  | 2017                  | 2018                  | 2019                  |                       |                       |
| ↘4000                 | ↘3829                 | ↘3700                 | ↘3635                 | ↘3583                 | ↘3534                 | ↘3510                 | ↘3186                 | ↗3191                 | ↘3189                 |                       |                       |

## Экономика
По данным КНЭ, в 1990-е годы в селе функционировали молокозавод, хлебозавод, маслозавод, комбинат строительных материалов и другие предприятия. С 1957 по 1997 годы в селе Кургальджин функционировало хлеборобное хозяйство. В данный момент уже нет

## Инфраструктура[11]
Образование
- Агротехнический колледж;
- Коргалжынская школа-гимназия;
- Средняя школа имени А. Тулеубаева;
- Детский сад №1;
- Детский сад №2.

Предпринимательство
- 9 — кафе;
- 73 — продовольственных магазинов;
- 1 – пекарня;
- 4 – парикмахерских;
- 2 – салон красоты;
- 3 – шиномонтаж;
- 3 – АЗС;
- 1 – швейный цех;
- 6 – гостиниц;
- минимаркет «Нурай».

## Улицы[12]
| - тупик Адильхана Шабатова - тупик Алии Молдагуловой - тупик Ерика Дуйсенбаева - ул. Абая Кунанбаева - ул. Адильхана Шабатова - ул. Алиби Жангельдина - ул. Алии Молдагуловой - ул. Бирлик - ул. Гагарина - ул. Даурена Рысбаева - ул. Досымсеита Отарбекова - ул. Ерика Дуйсенбаева | - ул. Жамбыла Жабаева - ул. Карл Маркса - ул. Кенжебекова Кумисбекова - ул. Кирова - ул. Кирпичная - ул. Комсомольская - ул. Коржинколь - ул. Култума - ул. Магжана Жумабаева - ул. Мадина Рахымжанова - ул. Максима Горького - ул. Малика Габдуллина | - ул. Мухтара Ауэзова - ул. Нуринская - ул. Подстанция - ул. Пос. строителей - ул. РСУ - ул. Сакена Сейфуллина - ул. Талгата Бигельдинова - ул. Токтара Аубакирова - ул. Турара Рыскулова - ул. Хайретдина Болганбаева - ул. Шокана Уалиханова - ул. Шохмета Аубакирова |